# Bactris acanthocarpoides
Bactris acanthocarpoides är en enhjärtbladig växtart som beskrevs av João Barbosa Rodrigues. Bactris acanthocarpoides ingår i släktet Bactris och familjen Arecaceae. Inga underarter finns listade i Catalogue of Life.